# Otto Conrady
Otto Conrady (* 13. März 1904 in Berlin; † 12. April 1943 bei Stalingrad) war ein deutscher Jurist und Verwaltungsbeamter.

## Leben und Wirken
Conrady war der Sohn eines Polizeisekretärs. Nach dem Schulbesuch studierte er Rechtswissenschaften. 1929 promovierte er mit der Arbeit Ist der Schiedsrichter bei der Entscheidung eines Rechtstreits an das materielle Recht gebunden? an der Universität Jena zum Dr. jur. Nach dem Bestehen der Großen Staatsprüfung wurde er am 20. November 1930 zum Gerichtsassessor ernannt.
Conrady trat zum 1. September 1932 der NSDAP bei (Mitgliedsnummer 1.313.465).
Durch Erlass vom 17. Juli 1933 wurde Conrady zum 14. Juli 1933 zunächst für drei Monate – und später mehrfach verlängert – aus der Justizverwaltung in das Geheime Staatspolizeiamt beurlaubt, in dem er die Leitung des für Schutzhaftangelegenheiten zuständigen Dezernates IIB übernahm. In dieser Eigenschaft war er für die Beaufsichtigung aller Schutzhaftmaßnahmen und -einrichtungen im Gebiet des Staates Preußen zuständig, so unter anderem für das Berliner Columbiahaus. Über sein Wirken auf dem Gebiet der Schutzhaft liegen abweichende Angaben vor: Rudolf Diels behauptete nach dem Zweiten Weltkrieg, Conrady habe ihn als „rechtschaffener“ Berater dabei unterstützt, der SA die Kontrolle über die „wilden“ Konzentrationslager zu entreißen. Walther Korrodi behauptete dagegen in seiner 1936 in der Schweiz publizierten Schrift Ich kann nicht schweigen, Conrady habe als Vertrauensmann Hermann Görings die Besuche ausländischer Journalisten in Konzentrationslagern organisiert, um die Weltöffentlichkeit über die tatsächlichen Zustände in den Lagern zu täuschen.
Im März 1934 wurde Conrady, der am 1. November 1933 zum Staatsanwaltschaftsrat befördert worden war, zur Neueinrichtung der dortigen Stapostelle nach Königsberg entsandt, wo er in Kompetenzstreitigkeiten mit dem dortigen Oberpräsidenten und lokalen SA-Führern hinsichtlich der Behandlung der dortigen Freimaurerlogen geriet.
Wenige Wochen nach der Übernahme der Gestapo durch die SS im April 1934 wurde Conrady zum 1. Mai 1934 wieder dem Reichsjustizministerium zur Verfügung gestellt und auf Bitten Reinhard Heydrichs aus Berlin versetzt. Am 1. Juli 1934 wurde er zum Ersten Staatsanwalt beim Oberlandesgericht Hamm ernannt.
Im Januar 1943 kämpfte Conrady mit der 6. Armee in der Schlacht von Stalingrad und wurde als vermisst gemeldet. Trotzdem wurde er zum Oberlandesgerichtsrat beim Oberlandesgericht Kattowitz ernannt, die Stelle in Kattowitz wurde allerdings neu besetzt.
Nach dem Ende des Zweiten Weltkriegs gab ein früherer Mitsoldat im Jahr 1951 in seiner Heimkehrererklärung an, dass Conrady in einem Kriegsgefangenenlager bei Stalingrad gestorben war. Als die Deutsche Dienststelle (WASt) eine eidesstattliche Erklärung von diesem Soldaten forderte, erklärte er bei einem Gericht in Stuttgart an Eides statt, dass Conrady am 12. April 1943 an Fleckfieber und Herzschlag verstorben sei.

## Schriften
- Ist der Schiedsrichter bei der Entscheidung eines Rechtstreits an das materielle Recht gebunden?, 1930. (Dissertation)